# Київська рисувальна школа
Ки́ївська рисува́льна шко́ла (рос. Рисовальная школа; відома також як «школа Мурашка») — навчальний художній заклад в Києві, заснований 1875 року українським художником-педагогом Миколою Мурашком. Школа утримувалася коштом меценатських пожертв Івана Терещенка та міських субсидій.

## Історія

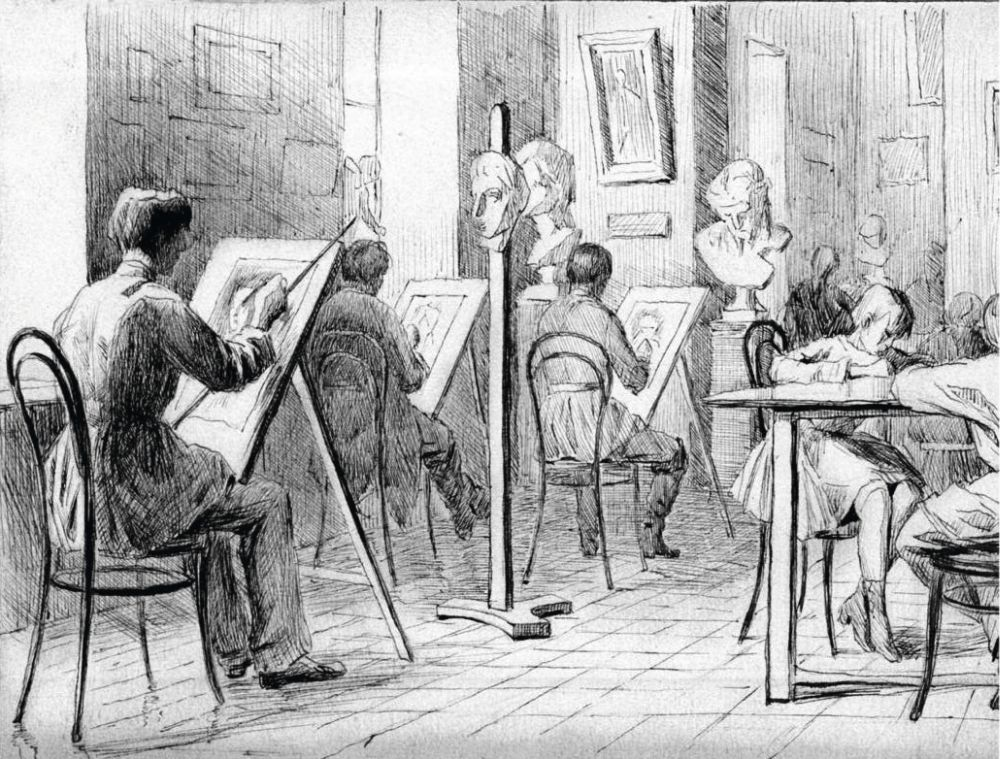
Микола Пимоненко. «Куточок нашої рисувальної школи». 1885

Спочатку це була приватна художня школа, а з 1876 р. стала міською.
Навчальний заклад відіграв значну роль у становленні українських національних кадрів художників. В ньому отримали художню освіту багато, в майбутньому відомих, художників і мистецтвознавців.
У різний час тут викладали такі художники як Микола Мурашко, Михайло Врубель, Микола Пимоненко, Харитон Платонов, Іван Селезньов. Заклад відвідували та надавали йому матеріальну допомогу відомі українські художники: Ілля Рєпін, Микола Ґе, Ян Станіславський. У школі неодноразово проводились художні виставки українських та російських художників. У 1880-і роки викладачі та вихованці школи брали участь у реставрації розписів Кирилівської церкви.
Позитивними рисами Київської рисувальної школи були запроваджена Мурашком вільна творча атмосфера, демократичність, доступність для обдарованої молоді різних громадських станів. Водночас істотною вадою був невизначений статус випускників. Через це 1901 року було організовано Київське художнє училище з офіційними правами, а рисувальна школа тоді ж таки припинила існування.
Архів закладу не зберігся. Про діяльність школи розповів сам Микола Мурашко у своїх мемуарах «Спогади старого вчителя» (1907).

## Адреси Рисувальної школи
Спочатку школа розташовувалась у домі по вулиці Трьохсвятительській. Протягом 1876–1880 років вона користувалася одним з приміщень, призначених під магазин, на першому поверсі будинку Міської думи на Хрещатику. У 1880–1882 роках школа перебувала в будинку на Афанасіївській вулиці (зараз вулиця Івана Франка). У 1882–1891 Рисувальна школа орендувала приміщення на Великій Володимирській вулиці (нині Володимирська вулиця) в будинку № 46 (не зберігся), а з 1891 — на тій самій вулиці в щойно зведеному будинку Фрідріха Міхельсона № 47 (значно реконструйований, збереглася чільна стіна).

## Відомі вихованці Рисувальної школи
- Балавенський Федір Петрович
- Блонська Серафима Ясонівна
- Бялиницький-Біруля Вітольд Каетанович
- Дряпаченко Іван Кирилович
- Дядченко Григорій Кононович
- Жук Михайло Іванович
- Замирайло Віктор Дмитрович
- Їжакевич Іван Сидорович
- Кандинський Василь Васильович
- Костенко Сергій Петрович
- Красицький Фотій Степанович
- Крижицький Костянтин Якович
- Кузьмін Євген Михайлович
- Курінний Олександр Авакумович
- Малевич Казимир Северинович
- Моравов Олександр Вікторович
- Мурашко Олександр Олександрович
- Пимоненко Микола Корнилович
- Світлицький Григорій Петрович
- Селезньов Іван Федорович
- Сєров Валентин Олександрович (відвідував заняття у 1877—1878 роках, мешкаючи в Києві)
- Фабриціус Василь Іванович (навчався, потім читав курс перспективи)
- Холодний Петро Іванович
- Яремич Степан Петрович